# Хататал
Хататал (нордически: Háttatal, в превод „Списък със стихотворни стъпки“, ок. 20 хил. думи) е третата част от Прозаичната Еда на Снуре Стурлусон, която е съставена през 1222/3 г. Самият Снуре съставя това стихотворение, състоящо се от 102 строфи, в които той използва редица стари скалдически стихотворни стъпки. Поради тази причина се смята за непреводимо.
Хататал е поетичен текст за обучение на младите скалди, към което Снуре добавя и коментари в проза. Трябва да се отбележи, че поемата представлява:
- изброяване на всички познати на Снуре или поне избрани от него като представителни германски нордически стихотворни стъпки;
- възхваляваща творба в чест на приятеля на Снуре Ярл Скули и на норвежкия крал Хакон Хаконарсон.

В поемата се съблюдава следното разделение:
- първа част (1 – 30 строфа), посветена на крал Хакон,
- втора част (31 – 67 строфа), посветена на Ярл Скули и
- трета част (67 – 102), посветена и на двамата.